# جدي الجدي (نجم)
جدي الجدي (بالإنجليزية: Alpha Capricorni)‏ و اسمه التقليدي Algedi مشتق من الاسم العربي وهو نجم مزدوج في كوكبة الجدي. ويسمى النجمان بالجدي الرئيسي وهو عملاق عظيم أصفر ينتمي إلى الفئة الطيفة G ويملك قدر ظاهري +4.3 يبعد 690 سنة ضوئية عن الأرض والثاني الجدي الثانوي وهو عملاق من الفئة الطيفية G 3.58 ويبعد 109 سنة ضوئية عن الأرض ويفصل بينهما 0.11 درجة في السماء.

## التسمية
في عام 2016، نظم الاتحاد الفلكي الدولي، مجموعة عمل معنية بأسماء النجوم (WGSN) لفهرسة وتوحيد الأسماء المناسبة للنجوم. وافق الاتحاد الفلكي الدولي على اسم الجدي الثانوي (Algedi) لـلنجم الثاني (α² Capricorni) في 21 أغسطس 2016 وهو الآن مدرج في كتالوج فريق عمل الاتحاد الفلكي الدولي للأسماء النجوم IAU.